# Poa acroleuca
Poa acroleuca är en gräsart som beskrevs av Ernst Gottlieb von Steudel. Poa acroleuca ingår i släktet gröen, och familjen gräs. Inga underarter finns listade i Catalogue of Life.